# Ali Eid

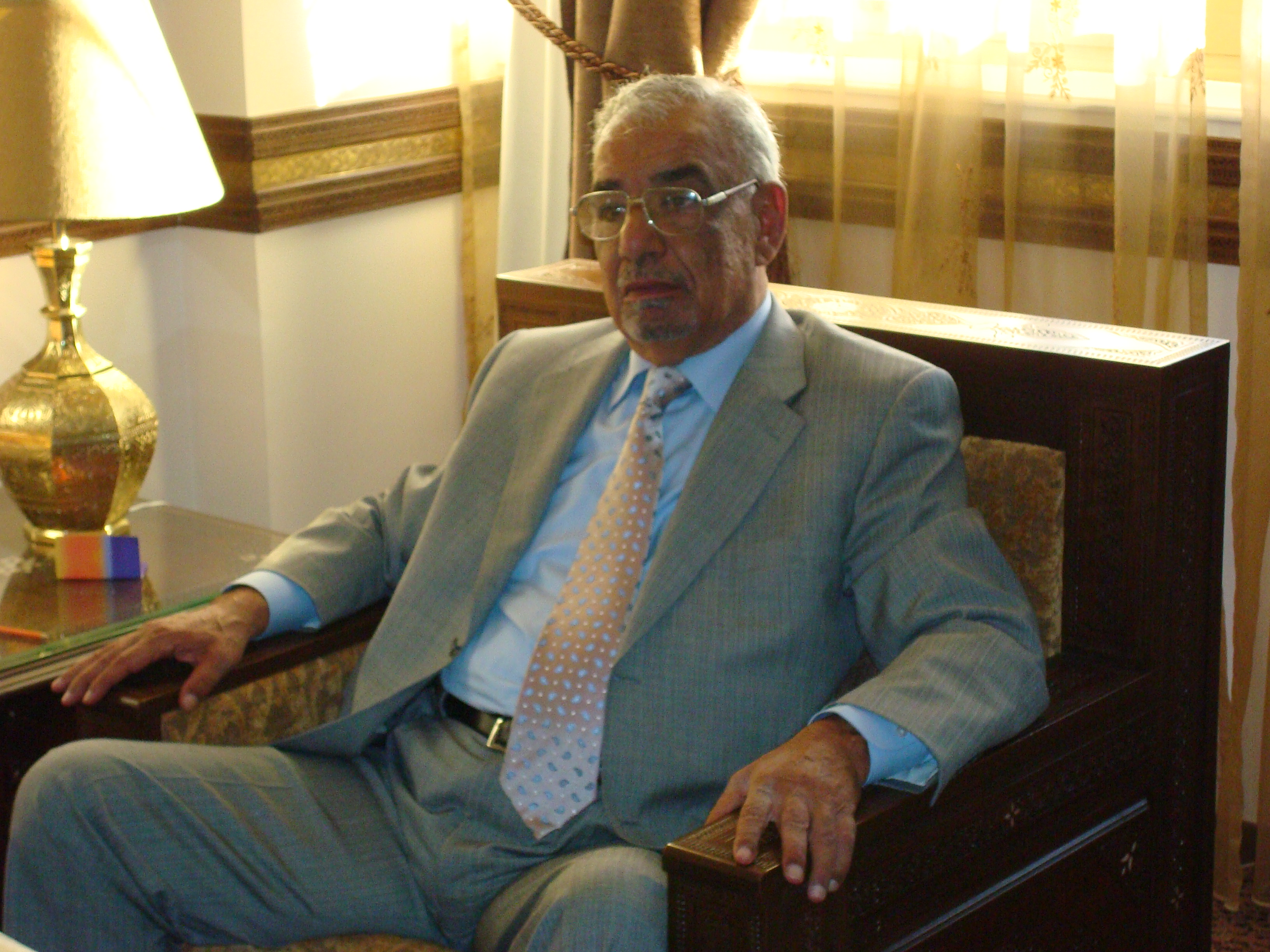
Ali Eid (2008)

Ali Youssef Eid (arabisch علي عيد, DMG ʿAlī ʿĪd; * 14. Juli 1940 in Tabbaneh bei Tripoli, Großlibanon; † 25. Dezember 2015 in Syrien) war ein libanesischer Politiker und Leiter der alawitischen Gemeinde. Er studierte an der Amerikanischen Universität Beirut im Bereich Politikwissenschaft und Öffentliche Verwaltung.
Im Jahre 1991 wurde er zum Parlamentskandidaten für den Wahlkreis Tripoli bestimmt, bevor er bei der Parlamentswahl im Libanon 1992 sein Mandat als ersten alawitischen Abgeordneten antrat. Er wurde bei den Wahlen von 1996, von 2000 und von 2005 geschlagen.
Ali Eid war 1972 der Gründer einer politischen Partei, die Arabische Demokratische Partei (französisch le Parti démocrate arabe).
Während des Bürgerkrieges waren Eid und seine Partei prosyrisch. Doch 2005 näherte Eid sich wieder stärker Syrien an, um gegen den zunehmenden Einfluss von Saad Hariri auf die Alawitengemeinde des Nordlibanon angehen zu können.
Er war mit Fatat Marouch verheiratet und hatte mit ihr die Kinder Youssef, Alissar, Rifaat, Zoulficar (1978–1989), Noureddine, Mohsen, Lubna, Issa und Zoulficar (* 1990).